# 麥美恩
麥美恩（英語：Mayanne Mak Mei Yan，1987年2月28日—），香港女演員及主持，現為無綫電視經理人合約藝員，主要擔任大型綜藝節目主持及司儀，曾獲頒《萬千星輝頒獎典禮2017》「飛躍進步女藝員」及《萬千星輝頒獎典禮2023》「最佳女主持」，被譽為「綜藝女王」。

## 簡介
麥美恩出生於加拿大溫哥華，父母是香港人，父親為專業人士，有兩位比她年長十年的哥哥。麥美恩於卑詩省列治文成長。她自小熱愛香港文化，特別是周星馳的電影。在英屬哥倫比亞大學時選修化學，曾考慮2009年畢業後加入醫學院或投身政府，惟性格關係而最終選擇成為項目統籌。2011年初，她越洋應徵新一份項目統籌工作且獲聘請，於是隻身留港發展。再者，她求學時期已主動參加不同課外活動，曾經到波利維亞進行義工服務及往中國大陸義教；她亦是2009年「Richmond Youth Foundation」幹事成員之一。

### 進入娛樂圈
2008年時參與《SunShine Nation競選》（當時為8號參賽者），在才藝表演中用吉他自彈自唱受評審青睞，最後獲取「最具魅力大獎」。及後參與《2011年度香港小姐競選》（為9號佳麗）都奪得殿軍。雖然落選，但她賽後參加由無綫電視安排的試鏡，表示有意向主持方面發展，終成功签約為旗下女藝員。而後期她於一次《兄弟幫》訪問內透露加入娛樂新聞台的主因是它能提供全職工作機會，不過早期所簽的是全職員工合約，不是普通藝員合約。就這樣她從返回加拿大與留港加入娛樂圈中選擇了後者，成為TVB娛樂新聞台主播之一，同時還會到現場採訪，所以在娛樂新聞台、《東張西望》皆可看到其採訪片段和演出。2017年3月，麥美恩同許文軒被傳拍拖，但二人一直否認傳聞。2018年3月二人首次以緋聞情侶檔演出商場騷，2019年6月更雙雙接拍保險廣告。

### 演藝事業
由於父母都是香港人，麥美恩自小在日常生活中都應用廣東話，在學校也有上中文班，所以相比起其他從海外回流的藝人，其中文程度比較好。因為操得一口流利英語及廣東話，使她不時獲安排出埠採訪國際明星；另外她也經常擔任商場活動及其他公開活動的司儀，是無綫電視活動司儀班底的固定成員。她是基督徒，在受訪時曾稱因宗教信仰而不會拍攝風水、宗教背景及靈異之節目。

#### 人氣急升
除主播工作外，麥美恩亦有於不同的劇集客串或者主持旅遊節目如《3日2夜》。而首次參演有固定角色的電視劇則是《水髮胭脂》，當中板着臉的三八「王倩婷（Jessica）」一角備受注目。2013年9月，黃心穎因要參選世界小姐和接拍多套電視劇，無法兼顧《學是學非》的主持工作，製作單位便決定讓麥美恩加入，成為主持之一。起初常被網民拿作跟其餘幾位主持比較，加上其知名度不高，故此不太受網民喜愛。之後她在節目內常被其餘幾名主持欺負，又有搞笑演出而人氣急升。由於肯放下身段，因此獲網民用「識揀一定係揀麥美恩！（懂得選一定選麥美恩！）」以示讚許。
2016年，麥美恩與森美一起擔任《2016年度香港小姐競選》評判團成員，他們在評判席上互相鬥嘴的場面引起了網民廣泛討論。同年，她首度獲提名《萬千星輝頒獎典禮2016》「飛躍進步女藝員」，而其有份參與的綜藝節目包括《我愛香港》、《學是學非》和《天與地》，則分別在典禮中奪得「最佳綜藝節目」、「最佳資訊節目」及「最佳特備節目」三個獎項。

#### 飛躍進步女藝員
2017年，她再跟森美合作擔任《2017年度香港小姐競選》司儀，其端莊又帶活潑的風格受到觀眾歡迎，更獲傳媒封為「新一代搞笑綜藝女王」，後來再獲委派任多個大型綜藝節目司儀。同年年尾，麥美恩在《萬千星輝頒獎典禮2017》裡奪得「飛躍進步女藝員獎」，是首位以主持工作為主的女藝員赢得該獎項。

#### 多元發展
2018年，麥美恩於無綫電視綜藝節目《美女廚房》內因廚藝了得而獲讚賞。2020年，麥美恩客串無綫電視53週年台慶劇《使徒行者3》，飾演卧底「朱倩（Juicy）」一角，其遭活摘器官身亡一幕獲得網民稱讚及好評，並憑此劇在《萬千星輝頒獎典禮2020》首度入圍「最佳女配角」。2021年，麥美恩於無綫電視劇集《智能愛人》飾演「古家儀」一角，演出備受注目，年尾首度入圍《萬千星輝頒獎典禮2021》「最佳女配角」最後五強。
2022年，麥美恩分別於無綫電視劇集《愛上我的衰神》及《痞子殿下》飾演「包秀玉」及「無雙」。同年麥美恩主持了多個無綫電視大型綜藝節目，包括《諸朋好友》、《開心無敵獎門人》、《博愛歡樂傳萬家》及《萬千星輝賀台慶》。同年年尾入圍《萬千星輝頒獎典禮2022》「最受歡迎電視女角色」，並憑《愛上我的衰神》入圍「最佳女配角」最後十強，更憑主持無綫電視節目《諸朋好友》入圍「最佳女主持」最後五強。

#### 最佳女主持殊榮
2023年，麥美恩於無綫電視賀歲劇《黃金萬両》中飾演「龍九」。同年主持多個無綫電視大型綜藝節目，包括《獎門人感謝祭系列》、《請1日假去旅行》、《博愛歡樂傳萬家》、《星光熠熠耀保良》、《TVB繼續創新節目巡禮2024》、《萬千星輝賀台慶》，表現獲網民讚賞。同年年尾，麥美恩於《萬千星輝頒獎典禮2023》入圍「最佳女配角」，更以大熱姿態奪得「最佳女主持」。
2024年3月，麥美恩主持無綫電視清談節目《Mayanne小喇叭》，為其入行以來首個個人節目。同年麥美恩憑該節目於《2024亞洲影藝創意大獎》贏得「最佳娛樂節目主持」獎項，成為唯一香港代表。

## 趣聞
2015年3月奪得，麥美恩接受《公子會》節目訪問時坦然自己競選港姐時沒有太多報導，最深刻的記憶是傳媒用「龍躉村姑」來形容她，但當時對廣東話俚語仍不太熟悉的她直言：

|  | 我以為村姑係指Next Door Girl，幾down to earth，幾親切呀！ |

2017年，曾有人誤認麥美恩是《2015年度香港小姐競選》冠軍得主麥明詩，她在其社交網站上載了一張兩人參加公益金百萬行時的合照，被網民指兩人樣貌非常相似。

## 演出作品

### 電視劇（無綫電視）
| 首播   | 劇名             | 角色                 |
| 2012年 | 愛·回家          | 售貨員（第208集）    |
| 2012年 | 愛·回家          | 精品店職員（第29集） |
| 2013年 | 戀愛季節         | 杏 梅（第9集）       |
| 2013年 | 仁心解碼II       | Jenny（第10、19集）  |
| 2013年 | On Call 36小時II | Angie（第2集）       |
| 2014年 | 女人俱樂部       | 年輕母親（第27集）   |
| 2014年 | 老表，你好hea！  | 主 持（第3集）       |
| 2014年 | 飛虎II           | 活動司儀（第7集）    |
| 2015年 | 四個女仔三個BAR  | 記 者（第19集）      |
| 2015年 | 水髮胭脂         | 王倩婷（Jessica）    |
| 2016年 | 巨輪II           | 沈美華（青年）       |
| 2016年 | 幕後玩家         | Judy                 |
| 2020年 | 使徒行者3        | 朱 倩（Juicy）       |
| 2021年 | 陀槍師姐2021     | 古綺玲（Elaine）     |
| 2021年 | 智能愛人         | 古家儀（Kayee）      |
| 2021年 | 愛上我的衰神     | 包秀玉（包包）       |
| 2022年 | 痞子殿下         | 無 雙                |
| 2023年 | 黃金萬両         | 龍 九                |
| 2025年 | 痞子無間道       | 秦思朗               |

### 主持節目（無綫電視）
| 首播          | 節目名                            | 備註                                                                                         |
| 2011 - 2016年 | 無綫娛樂新聞台                    | 主播                                                                                         |
| 2011 - 2016年 | 娛樂頭條                          | 主播                                                                                         |
| 2011年        | 我們的驕傲                        | 12月24日                                                                                     |
| 2012年        | 范後感                            |                                                                                              |
| 2012年        | 我要「玩」屋                      |                                                                                              |
| 2013 - 2014年 | 學是學非                          | 第22集亮相 與梁嘉琪、黃心穎及李佳芯一同主持                                                  |
| 2013年        | TVB 馬來西亞星光薈萃頒獎典禮2013  | 採訪主持                                                                                     |
| 2014年        | 學是學非放暑假                    | 與梁嘉琪、黃心穎、森美及李佳芯一同主持                                                       |
| 2014年        | 3日2夜                            | 第一輯 倫敦篇（第9、10集）                                                                   |
| 2014 - 2015年 | 學是學非（第二輯）                | 與梁嘉琪、黃心穎、張秀文、湯洛雯、森美及李佳芯一同主持                                       |
| 2015年        | 絕世好狗                          |                                                                                              |
| 2015年        | 3日2夜                            | 第一輯 溫哥華篇（第53、54集）                                                                |
| 2015年        | 學是學非（第三輯）                | 與梁嘉琪、黃心穎、張秀文、湯洛雯、李佳芯及森美一同主持                                       |
| 2015年        | 壯志衝TEEN無極限                  |                                                                                              |
| 2015年        | 3日2夜                            | 第一輯 意大利篇（第67、68集）                                                                |
| 2015年        | 這個聖誕不怕冷                    | 德國篇                                                                                       |
| 2016年        | 學是學非（第四輯）                | 與梁嘉琪、黃心穎、森美、張秀文、湯洛雯及李佳芯一同主持                                       |
| 2016年        | 2016國泰航空新春國際匯演之夜      |                                                                                              |
| 2016年        | 樂韻警聲為公益                    |                                                                                              |
| 2016年        | 萬眾同心公益金                    |                                                                                              |
| 2016年        | 丙申年沙田龍舟競渡                |                                                                                              |
| 2016年        | 星星探親團                        | 溫哥華篇                                                                                     |
| 2016年        | 街坊導賞團                        | 第3集                                                                                        |
| 2016年        | 2016 TVB最受歡迎廣告頒獎典禮      |                                                                                              |
| 2016年        | 我愛香港                          |                                                                                              |
| 2016年        | 粵講粵㜺鬼                        | 與黃耀英及吳幸美一同主持                                                                     |
| 2016年        | 歡樂滿東華2016                    |                                                                                              |
| 2016年        | 天與地                            | 廣西天坑篇                                                                                   |
| 2017年        | 譽滿香江煙花大滙演                |                                                                                              |
| 2017年        | 新春花車巡遊匯演                  |                                                                                              |
| 2017年        | 粵講粵㜺鬼（第二輯）              | 與黃耀英、吳幸美及黃建東一同主持                                                             |
| 2017年        | Ben Sir研究院                     |                                                                                              |
| 2017年        | 學是學非（第五輯）                | 與梁嘉琪、黃心穎、張秀文、湯洛雯、馮盈盈、張寶兒、劉穎鏇及鄺潔楹一同主持                     |
| 2017年        | 粵講粵㜺鬼（第三輯）              | 與黃耀英、吳幸美、黃建東、張惠雅、何浩文及吳沚默一同主持                                     |
| 2017年        | 群星拱照Big Big Channel           |                                                                                              |
| 2017年        | 我係小廚神3                       |                                                                                              |
| 2017年        | 2017年度香港小姐競選              | 與森美一同擔任司儀                                                                           |
| 2017年        | Ben Sir睇樓團                     |                                                                                              |
| 2017年        | 森美旅行團                        | 與黃心穎、森美及高海寧一同主持                                                               |
| 2017年        | 星和無綫電視大獎2017              |                                                                                              |
| 2017年        | TVB 馬來西亞星光薈萃頒獎典禮2017  |                                                                                              |
| 2017年        | TVB金禧晚宴暨2018節目巡禮         |                                                                                              |
| 2017年        | 萬千星輝賀台慶                    |                                                                                              |
| 2017年        | 歡樂滿東華2017                    | 主持及演出                                                                                   |
| 2017年        | 星光熠熠耀保良                    | 與曾志偉、陳百祥及區永權一同擔任司儀                                                         |
| 2018年        | 食得好健康                        |                                                                                              |
| 2018年        | big big channel失驚無神頒獎典禮   |                                                                                              |
| 2018年        | 2018國際中華小姐競選              | 與袁文傑及林溥來一同擔任司儀                                                                 |
| 2018年        | 吉祥金犬耀保良                    |                                                                                              |
| 2018年        | 明愛暖萬心                        | 與汪明荃、鄧梓峰及丁子朗一同擔任司儀                                                         |
| 2018年        | Ben Sir睇樓團                     | 第二輯                                                                                       |
| 2018年        | 學是學非（第六輯）                | 與梁嘉琪、何依婷、張秀文、湯洛雯、馮盈盈、張寶兒、劉穎鏇及鄺潔楹一同主持                     |
| 2018年        | big big channel大公司周年慶       |                                                                                              |
| 2018年        | 森美旅行團                        | 第二輯；與森美、吳若希及丁子朗                                                               |
| 2018年        | 2018年度香港小姐競選              | 與鄭裕玲、陸浩明及農夫一同擔任司儀                                                           |
| 2018年        | 星光熠熠耀保良                    | 與汪明荃、區永權及鄭丹瑞一同擔任司儀                                                         |
| 2018年        | TVB 50+1再出發節目巡禮2019        |                                                                                              |
| 2018年        | 職業「試」工隊                    |                                                                                              |
| 2018年        | 萬千星輝賀台慶2018                |                                                                                              |
| 2018年        | 一帶一路一狀元                    |                                                                                              |
| 2018年        | 萬千星輝頒獎典禮2018              |                                                                                              |
| 2018年        | 萬千星輝慶功宴                    |                                                                                              |
| 2019年        | 慈善星輝仁濟夜                    | 與汪明荃、陳庭欣、區永權及鄭丹瑞一同擔任司儀                                                 |
| 2019年        | 2018勁歌金曲頒獎典禮              | 與區永權及許文軒一同擔任司儀                                                                 |
| 2019年        | 粵講粵㜺鬼（第四輯）              | 與鄧智堅、戴祖儀及許文軒一同主持                                                             |
| 2019年        | 全城躍動 第七屆全港運動會開幕典禮 |                                                                                              |
| 2019年        | 懿想得到                          |                                                                                              |
| 2019年        | Ben Sir睇樓團（第三輯）           |                                                                                              |
| 2019年        | 我的寵物夏日反斗嘉年華            | 第2集                                                                                        |
| 2019年        | 2019香港小姐競選決賽              | 與陸浩明及鄭裕玲一同擔任司儀                                                                 |
| 2019年        | 長命不老                          | 與戴祖儀及許文軒等一同主持                                                                   |
| 2019年        | 森美旅行團                        | 第三輯                                                                                       |
| 2019年        | TVB發放娛樂 分享快樂 節目巡禮2020 |                                                                                              |
| 2019年        | 珍惜香港 發放娛樂 TVB 52年        | 與陸浩明及陳貝兒一同主持                                                                     |
| 2019年        | 學是學非（第七輯）                | 與馮盈盈、張寶兒、劉穎鏇、鄺潔楹、何依婷、何泳芍、陳詩欣、戴祖儀及陳欣茵一同主持             |
| 2020年        | 萬千星輝頒獎典禮2019              |                                                                                              |
| 2020年        | 保良愛心慶新春                    |                                                                                              |
| 2020年        | 萬千星輝網絡快閃頒獎典禮2019      | 與丁子朗、許文軒一同主持                                                                     |
| 2020年        | 學是疫學非                        | 與馮盈盈、劉穎鏇、何依婷及戴祖儀一同主持                                                     |
| 2020年        | 網購攻略+big big shop感謝祭       |                                                                                              |
| 2020年        | 禁毒多面睇                        | 與丁子朗及黃芷欣一同主持                                                                     |
| 2020年        | 明愛暖萬心                        |                                                                                              |
| 2020年        | 2020年香港小姐競選決賽            |                                                                                              |
| 2020年        | 萬千星輝賀台慶                    |                                                                                              |
| 2021年        | TVB攜手創無限節目博覽2022         |                                                                                              |
| 2021年        | SUPER FIVE                        | myTV SUPER                                                                                   |
| 2022年        | 恭喜發財好運來                    |                                                                                              |
| 2022年        | 諸朋好友                          |                                                                                              |
| 2022年        | 開心無敵獎門人                    | 與曾志偉、錢嘉樂、阮兆祥、程浩駿、吳嘉儀、林穎彤、徐文浩、林秀怡、徐麟、王祖藍、蘭茜一同主持 |
| 2022年        | 博愛歡樂傳萬家                    |                                                                                              |
| 2022年        | 萬千星輝賀台慶                    |                                                                                              |
| 2023年        | 真係唔好笑                        | 與何廣沛、馮盈盈、郭子豪、羅毓儀、方紹聰、彭慧中主持                                         |
| 2023年        | 請1日假去旅行 （第二輯）          | 澳門篇，與許文軒、林秀怡、曾展望一同主持                                                     |
| 2023年        | 獎門人Happy Summer感謝祭          |                                                                                              |
| 2023年        | 星光熠熠耀保良                    |                                                                                              |
| 2023年        | 獎門人中秋感謝祭                  |                                                                                              |
| 2023年        | 獎門人秋季感謝祭                  |                                                                                              |
| 2023年        | 獎門人Halloween感謝祭             |                                                                                              |
| 2023年        | TVB繼續創新節目巡禮2024           |                                                                                              |
| 2023年        | 獎門人台慶感謝祭                  |                                                                                              |
| 2023年        | 萬千星輝賀台慶                    |                                                                                              |
| 2023年        | 獎門人聖誕感謝祭                  |                                                                                              |
| 2024年        | 獎門人春節感謝祭                  |                                                                                              |
| 2024年        | 騰龍運鑽花車匯演                  |                                                                                              |
| 2024年        | Mayanne小喇叭                     | 首個個人節目，助理主持為曾展望                                                               |

### 綜藝節目（無綫電視）
| 首播            | 節目名                            | 備註     |
| 翡翠台          |                                   |          |
| 2014年          | FIFA巴西世界盃-開幕森巴嘉年華     | 固定演出 |
| 2015年          | 建造香港好明天                    | 固定演出 |
| 2015年          | 全城躍動 第五屆全港運動會開幕典禮 | 固定演出 |
| 2015年          | 大愛共融齊分享                    | 固定演出 |
| 2016年          | Ben Sir學堂                       | 固定演出 |
| 2017年          | 最緊要好玩                        | 固定演出 |
| 2017年          | 原來 big big channel 咁好玩       | 固定演出 |
| 2017年          | Ben Sir開Show                     | 固定演出 |
| 2017年          | 使徒行者 臥底遊戲                 | 固定演出 |
| 2018年          | 海上夏日郵樂園                    | 固定演出 |
| 2019年          | 阿爺賀歲攻略                      | 固定演出 |
| 2020年          | 我們的未來                        | 固定演出 |
| 2021年          | 陀槍師姐2021激爆新篇              | 固定演出 |
| 2023年          | 善心滿載仁愛堂                    |          |
| big big channel |                                   |          |
| 2017年          | 明星Game 超聯大賽                 | 固定演出 |

### 電影
| 首播   | 電影名   | 角色 |
| 2024年 | 出租家人 |      |

### 歌曲
- 2016年：《Amazing Summer》主題曲 《乘風》

### 其他
- 2017年6月23、24日：《BEN SIR 開 SHOW》（脱口秀）嘉賓

## 派台歌曲成績
| 派台歌曲成績（四台） | 派台歌曲成績（四台） | 派台歌曲成績（四台） | 派台歌曲成績（四台） | 派台歌曲成績（四台） | 派台歌曲成績（四台） | 派台歌曲成績（四台）                            | 派台歌曲成績（四台）                                                              |      |
| -------------------- | -------------------- | -------------------- | -------------------- | -------------------- | -------------------- | ----------------------------------------------- | --------------------------------------------------------------------------------- | ---- |
| 唱片                 | 歌曲                 | 903                  | RTHK                 | 997                  | TVB                  | 備註                                            | 備註                                                                              |      |
| 2016年               |                      |                      |                      |                      |                      |                                                 |                                                                                   |      |
|                      | 乘風                 | ×                    | ×                    | ×                    | 2                    | 《TVB Amazing Summer 2016》主題曲 與TVB群星合唱 | 《TVB Amazing Summer 2016》主題曲 與TVB群星合唱                                   |      |
| 派台歌曲成績（五台） |                      |                      |                      |                      |                      |                                                 |                                                                                   |      |
| 唱片                 | 歌曲                 | 903                  | RTHK                 | 997                  | TVB                  | ViuTV                                           | 備註                                                                              | 備註 |
| 2023年               |                      |                      |                      |                      |                      |                                                 |                                                                                   |      |
|                      | 黃金萬両             | ×                    | ×                    | 14                   | -                    | ×                                               | 無綫電視劇《黃金萬両》主題曲 與薛家燕、曹永廉、黃子恆、朱智賢、馬貫東、江嘉敏合唱 |      |

| 各台冠軍歌總數 | 各台冠軍歌總數 | 各台冠軍歌總數 | 各台冠軍歌總數 | 各台冠軍歌總數 | 各台冠軍歌總數    | 各台冠軍歌總數    |
| -------------- | -------------- | -------------- | -------------- | -------------- | ----------------- | ----------------- |
| 四台a          | 903            | RTHK           | 997            | TVB            | 備註              | 備註              |
| 四台a          | 0              | 0              | 0              | 0              | 四台冠軍歌總數：0 | 四台冠軍歌總數：0 |
| 五台b          | 903            | RTHK           | 997            | TVB            | ViuTV             | 備註              |
| 五台b          | 0              | 0              | 0              | 0              | 0                 | 五台冠軍歌總數：0 |

- （*）上榜中
- （-）未能上榜
- （×）沒有派往該台
- ^  注解a：包括2023年後的冠軍歌曲
- ^  注解b：2023年起

## 曾獲獎項與提名
| 年份   | 頒獎單位                         | 獎項                               | 作品 | 結果                                                                         |
| ------ | -------------------------------- | ---------------------------------- | --- | ---------------------------------------------------------------------------- |
| 2015年 | 萬千星輝頒獎典禮2015             | 最佳節目主持                       | 《學是學非》 | 與李佳芯、梁嘉琪、黃心穎、張秀文、湯洛雯提名                                 |
| 2016年 | 萬千星輝頒獎典禮2016             | 飛躍進步女藝員                     | 不適用 | 最後五強                                                                     |
| 2017年 | TVB 馬來西亞星光薈萃頒獎典禮2017 | 最喜愛 TVB 節目主持                | 《天與地》 | 與朱智賢、陳婉衡、梁彥宗、黃德斌及謝東閔提名                                 |
| 2017年 | TVB 馬來西亞星光薈萃頒獎典禮2017 | 最喜愛 TVB 節目主持                | 《森美旅行團》 | 與森美、黃心穎及高海寧提名                                                   |
| 2017年 | 萬千星輝頒獎典禮2017             | 飛躍進步女藝員                     | 不適用 | 獲獎                                                                         |
| 2017年 | 萬千星輝頒獎典禮2017             | 最佳節目主持                       | 《學是學非（第五輯）》 | 與梁嘉琪、湯洛雯、馮盈盈、劉穎鏇及張寶兒 提名                                |
| 2017年 | 萬千星輝頒獎典禮2017             | 最佳節目主持                       | 《我係小廚神3》 | 與林盛斌及黃碧蓮提名                                                         |
| 2017年 | 萬千星輝頒獎典禮2017             | 最佳節目主持                       | 《Ben Sir睇樓團》 | 與歐陽偉豪、陸浩明、林穎彤及季蘋蘋提名                                       |
| 2017年 | 萬千星輝頒獎典禮2017             | 最佳節目主持                       | 《森美旅行團》 | 與森美、黃心穎及高海寧提名                                                   |
| 2017年 | 2017香港電視大獎                 | 節目主持人獎                       | 《森美旅行團》 | 與森美、黃心穎及高海寧提名                                                   |
| 2017年 | 觀眾在民間電視大奬2017           | 民選最佳綜藝資訊節目主持           | 《森美旅行團》 | 與森美、黃心穎及高海寧提名                                                   |
| 2018年 | 最受歡迎企業活動司儀大獎2018     | 最受歡迎企業活動司儀               | 不適用 | 獲獎                                                                         |
| 2018年 | 萬千星輝頒獎典禮2018             | 最佳節目主持                       | 《森美旅行團》 | 與森美、丁子朗及吳若希提名                                                   |
| 2018年 | 2018香港電視大獎                 | 節目主持人獎（页面存档备份，存于） | 《森美旅行團》 | 提名                                                                         |
| 2019年 | 萬千星輝頒獎典禮2019             | 最佳節目主持                       | 《森美旅行團》 | 與森美、丁子朗及吳若希提名                                                   |
| 2019年 | 萬千星輝頒獎典禮2019             | 最受歡迎電視拍檔                   | 《粵講粵㜺鬼》 | 與許文軒、戴祖儀及鄧智堅提名                                                 |
| 2020年 | 萬千星輝頒獎典禮2020             | 最佳女配角                         | 《使徒行者3》朱倩 | 提名                                                                         |
| 2020年 | 萬千星輝頒獎典禮2020             | 最佳節目主持                       | 《學是學非（第七輯）》 | 與馮盈盈、張寶兒、劉穎鏇、戴祖儀、何依婷、鄺潔楹、陳詩欣、何泳芍及陳欣茵提名 |
| 2021年 | 萬千星輝頒獎典禮2021             | 最佳女配角                         | 《智能愛人》古家儀 | 最後五強                                                                     |
| 2021年 | 萬千星輝頒獎典禮2021             | 最受歡迎電視女角色                 | 《智能愛人》古家儀 | 提名                                                                         |
| 2021年 | 萬千星輝頒獎典禮2021             | 最受歡迎電視搭檔                   | 《智能愛人》古家儀 | 與陸永、盧宛茵、蔣志光提名                                                   |
| 2021年 | 觀眾在民間電視大獎2021           | 民選最佳女配角                     | 《智能愛人》古家儀 | 最後十強                                                                     |
| 2021年 | 觀眾在民間電視大獎2021           | 民選最佳戲劇搭檔                   | 《智能愛人》古家儀 | 與陸永、盧宛茵、蔣志光提名                                                   |
| 2022年 | 萬千星輝頒獎典禮2022             | 最佳女配角                         | 《愛上我的衰神》包秀玉 | 最後十強                                                                     |
| 2022年 | 萬千星輝頒獎典禮2022             | 最佳女配角                         | 《痞子殿下》無雙 | 提名                                                                         |
| 2022年 | 萬千星輝頒獎典禮2022             | 最受歡迎電視女角色                 | 《痞子殿下》無雙 | 提名                                                                         |
| 2022年 | 萬千星輝頒獎典禮2022             | 最受歡迎電視女角色                 | 《愛上我的衰神》包秀玉 | 提名                                                                         |
| 2022年 | 萬千星輝頒獎典禮2022             | 最受歡迎電視拍檔                   | 《愛上我的衰神》包秀玉 | 與馬貫東提名                                                                 |
| 2022年 | 萬千星輝頒獎典禮2022             | 最佳女主持                         | 《諸朋好友》 | 最後五強                                                                     |
| 2022年 | 萬千星輝頒獎典禮2022             | 最佳女主持                         | 《開心無敵獎門人》 | 提名                                                                         |
| 2022年 | 萬千星輝頒獎典禮2022             | 最佳女主持                         | 《2022香港小姐競選決賽》 | 提名                                                                         |
| 2023年 | 萬千星輝頒獎典禮2023             | 最佳女配角                         | 《黃金萬両》龍 九 | 提名                                                                         |
| 2023年 | 萬千星輝頒獎典禮2023             | 最佳女主持                         | 《獎門人感謝祭系列》、《請1日假去旅行》、《博愛歡樂傳萬家》、《星光熠熠耀保良》、《TVB繼續創新節目巡禮2024》、《萬千星輝賀台慶》 | 獲獎                                                                         |
| 2024年 | 萬千星輝頒獎典禮2024             | 最佳女主持                         | 《Mayanne小喇叭》、《大師兄感謝祭》、《2024香港小姐競選決賽》、萬千星輝賀台慶》                                                  | 提名                                                                         |
| 2024年 | 2024亞洲影藝創意大獎             | 最佳娛樂節目主持                   | 《Mayanne小喇叭》 | 獲獎                                                                         |

## 外部連結
- 麥美恩的新浪微博
- Mayanne Mak 麥美恩的Facebook專頁
- Mayanne Mak的Facebook專頁
- 麥美恩的X（前Twitter）
- 麥美恩的Instagram帳戶
- 2011香港小姐競選佳麗介紹 - 9. 麥美恩